# Котоврас
Котоврас — село в составе Большемеликского муниципального образования Балашовского района Саратовской области.
Численность населения — 717 человек (2010 г.).

## Описание
Расположено в устье реки Котоврас на краю левобережной поймы Хопра в 9 км к северу от села Большой Мелик, в 20 км к северо-востоку от Балашова и в 190 км к западу от Саратова. Через село проходит автодорога Балашов — Ртищево — Пенза.
В селе действуют общеобразовательная школа, детский сад, сельский клуб, ФАП, пилорама, 2 магазина.